# Зопир (военачальник)

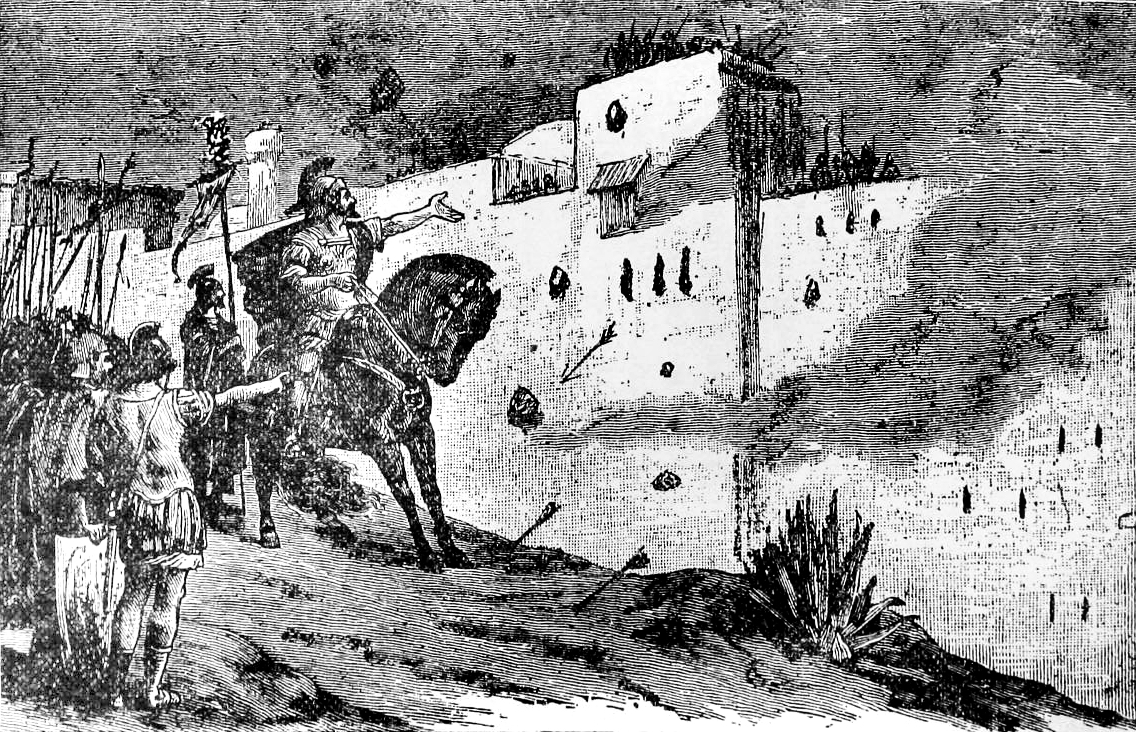
Вавилоняне высмеивали Дария до того, как Зопир разработал свою хитрость.

Зопир (др.-греч. Ζώπυρος) — по рассказам греческих историков, один из семи заговорщиков против Лжесмердиса.
По Геродоту, когда Дарий I не в состоянии был взять восставший Вавилон, Зопир сам искалечил себя, чтобы вавилоняне поверили ему, как перебежчику, и, договорившись с царём, перешёл на сторону осаждённых. В Вавилоне Зопир вскоре был назначен главным военачальником, чем он и воспользовался, чтобы открыть войскам Дария городские ворота. Восстав ещё раз при Ксерксе I, вавилоняне убили Зопира. По словам греков, персы чтили Зопира, как величайшего, после Кира, благодетеля народа.
У Зопира был сын Мегабиз, который вместе со своим сыном Зопиром участвовал в восстании против Артаксеркса I.